# Họ Rêu phẳng
Họ Rêu phẳng (danh pháp khoa học: Neckeraceae) là một họ rêu trong bộ Hypnales. Phân bổ của họ Rêu phẳng gần như khắp thế giới, khu vực ôn đới và cả nhiệt đới. Trên thế giới ước chừng có khoảng 140 loài thuộc họ này và được định danh trong 29 chi.
Các chi trong họ Rêu phẳng
- Alleniella
- Arbuscula
- Baldwiniella
- Bissetia
- Circulifolium
- Cryptopodia
- Curvicladium
- Distichia
- Echinodiopsis
- Eleutera
- Exsertotheca
- Handeliobryum
- Himantocladium
- Homalia
- Homaliadelphus
- Homaliodendron
- Homaliopsis
- Hydrocryphaea
- Isodrepanium
- Limbella
- Metaneckera
- Neckera
- Neckeradelphus
- Neckerites
- Neckeropsis
- Neomacounia
- Noguchiodendron
- Pendulothecium
- Pinnatella
- Porothamnium
- Porotrichum
- Rhystophyllum
- Shevockia
- Thamnium
- Thamnobryum
- Thamnomalia
- Touwia